# Cyclophyllum longiflorum
Cyclophyllum longiflorum är en måreväxtart som först beskrevs av Theodoric Valeton, och fick sitt nu gällande namn av Aaron Paul Davis och Markus Ruhsam. Cyclophyllum longiflorum ingår i släktet Cyclophyllum och familjen måreväxter. Inga underarter finns listade i Catalogue of Life.